# Шеперд Артур

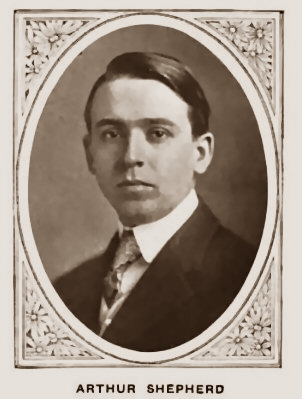
Артур Шеперд, близько 1908 року

Артур Шеперд (нар. 19 лютого 1880, Париж, Айдахо, США  — 12 січня 1958, Клівленд, Огайо ) — американський композитор, диригент.
Шеперд народився в мормонській родині, навчався в Консерваторії Нової Англії з 1892 по 1897 рік у Персі Гетшіуса та Джорджа Чедвіка . Потім він працював диригентом, піаністом і композитором у Солт-Лейк-Сіті до 1909 року. До 1920 року він викладав у консерваторії Нової Англії, а потім переїхав до Клівленда. Там він працював диригентом Клівлендського оркестру та викладав у Західному резервному університеті . У 1938 році він був обраний членом Американської академії мистецтв і літератури .
Є автором двох симфоній, інших творів для оркестру, камерної музики та численних вокальних творів.

## Твори
- Увертюра «Радуйка», 1901
- 1. Фортепіанна соната , 1907
- Місто в морі для баритона, хору та оркестру, 1913
- Соната для скрипки, 1918
- Увертюра до драми, 1919
- Горизонти (1-ша симфонія), 1927
- 2. Фортепіанна соната , 1930 рік
- 2. Симфонія , 1938 рік
- Фортепіанний квінтет, 1940
- Fantasy on Down East Spirituals, 1946
- Концерт для скрипки з оркестром, 1946